# داینلیس مونتجو

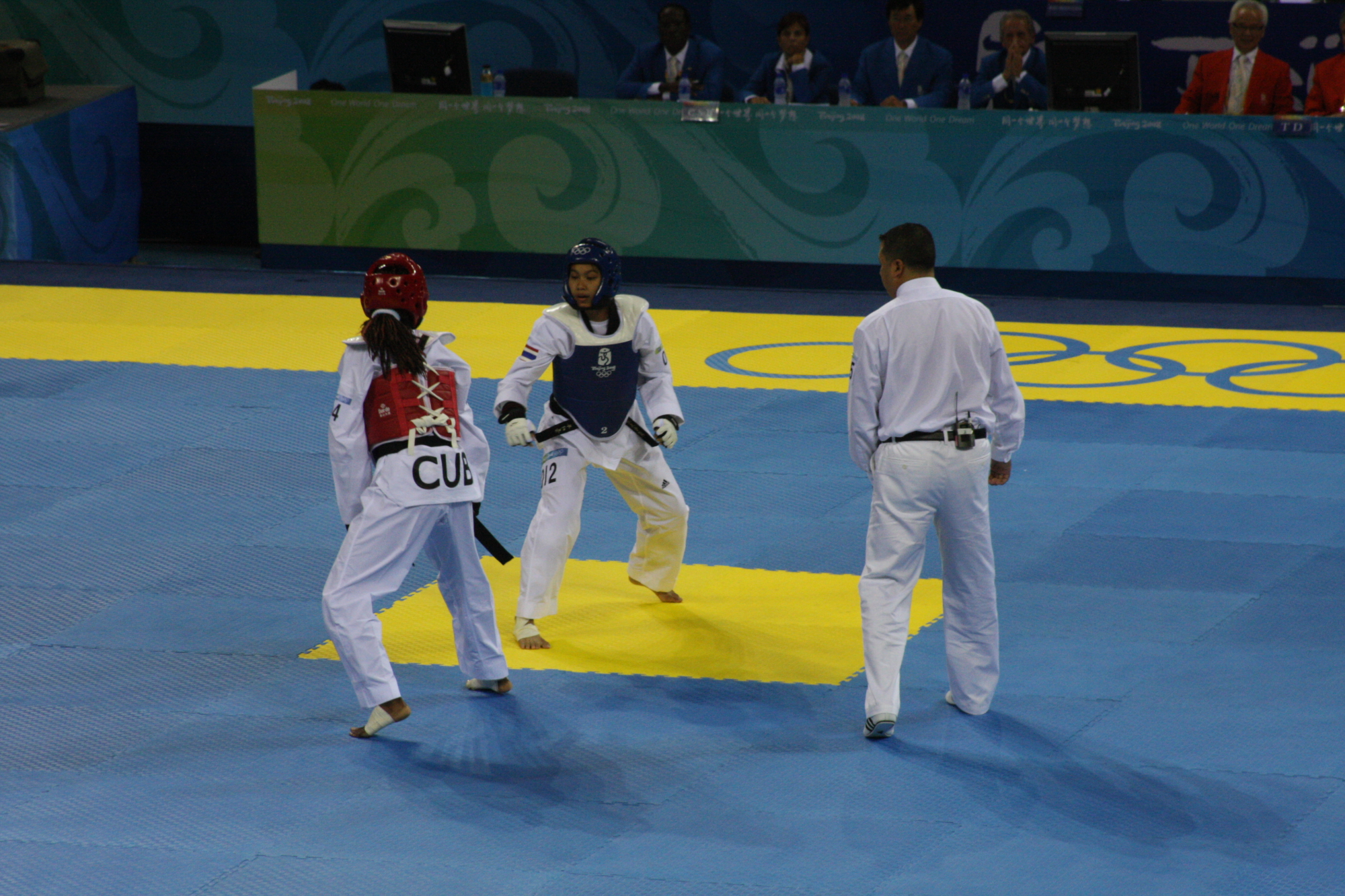
بازی‌های المپیک تابستانی ۲۰۰۸ - داینلیس مونتجو (CUB، قرمز) در مقابل. باتری پودپانگ (تایلند، آبی)

داینلیس مونتجو (زاده ۸ نوامبر ۱۹۸۴) تکواندو کار زن کوبایی است که در المپیک تابستانی ۲۰۰۸ در وزن زیر ۴۹ کیلوگرم رقابت کرد. او بعد از رقابت در شانس مجدد مدال برنز دریافت کرد.